# 珀塞爾雪原
珀塞爾雪原（英語：Purcell Snowfield）是南極洲的雪原，位於亞歷山大一世島中部，寬28公里，處於科爾伯特山脈東部和道格拉斯嶺西部之間，根據美國探險隊拍攝的空中照片繪入地圖，以英國作曲家命名，現時由南極條約體系管理。